# Polyrhachis platyomma
Polyrhachis platyomma é uma espécie de formiga do gênero Polyrhachis, pertencente à subfamília Formicinae.